# Центральний стадіон (Романів)
Центральний районний стадіон (раніше відомий як стадіон Романівської ДЮСШ та стадіон «Зоря») — футбольний стадіон з вісьмома біговими легкоатлетичними доріжками. Знаходиться в райцентрі Романів, Житомирської області. Вміщує близько 1500 глядачів, місця для сидіння — пластикові стільці.

## Історія
Футбольний стадіон збудований та відкритий на початку 60-х (реконструйований у 1990 році) в центральному районі містечка. Стадіон з трав'яним покриттям розміром поля 105 х 68 м, вісім бігових доріжок також має з однієї сторони 8-рядні трибуни для глядачів зі стільцями для сидіння, місткістю на 3 тис. місць, двоповерхове адмін-господарське приміщення в якому знаходиться дві кімнати з душовими для футбольних команд, тенісний зал, легко- та важкоатлетичні зали та ін.

## Сьогодення
Стадіон виконує функції спортивного комплексу у райцентрі. Тут діє ДЮСШ з гурткових занять з тенісу, стрільби, футболу, бігу та інших видів спорту.

## Клуб
На стадіоні проводить свої домашні матчі ФК «Зоря-Енергія», що виступає у Першій лізі Житомирської області з футболу.